# Lijst van beelden in Valkenburg aan de Geul
Dit is een (onvolledige) chronologische lijst van beelden in Valkenburg aan de Geul. Onder een beeld wordt hier verstaan elk driedimensionaal kunstwerk in de openbare ruimte van de Nederlandse gemeente Valkenburg aan de Geul, waarbij beeld wordt gebruikt als verzamelbegrip voor sculpturen, standbeelden, installaties, gedenktekens en overige beeldhouwwerken.
Voor een volledig overzicht van de beschikbare afbeeldingen zie: Beelden in Valkenburg aan de Geul op Wikimedia Commons.
| Geplaatst | Omschrijving                                             | Kunstenaar                                                                    | Straat                                               | Plaats        | Materiaal         | Afbeelding                           |
| --------- | -------------------------------------------------------- | ----------------------------------------------------------------------------- | ---------------------------------------------------- | ------------- | ----------------- | ------------------------------------ |
| 1739      | Drie Beeldjes                                            | Onbekend                                                                      | Molenweg – Schaloens Molenweg                        | Valkenburg    |                   |                                      |
| 1860      | Sint Michaël                                             | Onbekend                                                                      | Grendelplein 13                                      | Valkenburg    | Smeedijzer        |                                      |
| ± 1901    | Valk                                                     | onbekend                                                                      | Grotestraat Centrum 31                               | Valkenburg    |                   |                                      |
| 1907      | Sint Gerlachus                                           | ?                                                                             | Stiena Ruyperspark                                   | Valkenburg    |                   |                                      |
| 1916      | Heilig Hartbeeld                                         | Gustaaf van Kalken                                                            | Kerkstraat                                           | Valkenburg    | Frans kalksteen   |                                      |
| 1927      | Heilig Hartbeeld                                         | Onbekend                                                                      | Oorgat                                               | Sibbe         |                   | Heilig Hartbeeld Sibbe               |
| jaren 30? | Sint-Jozef met Kind                                      | Onbekend                                                                      | Broekhem-Koningswinkelstraat (bij de Sint-Jozefkerk) | Broekhem      |                   |                                      |
| 1933      | Gevelsteen Sint Monulfus en Gondulfus                    |                                                                               | Monulphusplein 2                                     | Berg          |                   |                                      |
| 1948      | Oorlogsmonument in de vorm van een Heilig Hartbeeld      | Jean Weerts                                                                   | Monulphusplein bij 71                                | Berg          | Natuursteen       |                                      |
| 1955      | Joods monument                                           | Onbekend                                                                      | Cauberg 19                                           | Valkenburg    |                   |                                      |
| 1958      | Provinciaal verzetsmonument Limburg                      | Charles Eyck (gedenksteen), Jean Huysmans (kapel), Hubert Levigne (interieur) | Cauberg                                              | Valkenburg    |                   |                                      |
| 1961      | Valken                                                   | Onbekend                                                                      | Grendelplein                                         | Valkenburg    | brons             |                                      |
| 1964      | Frater Venantius                                         | Nelly Vincken                                                                 | Breeweg                                              | Schin op Geul | Brons             |                                      |
| 1966      | De Bok                                                   | Onbekend                                                                      | Wilhelminalaan                                       | Valkenburg    |                   |                                      |
| 1968      | P.A. Hens en A.J. Crolla                                 | Onbekend                                                                      | Theodoor Dorrenplein                                 | Valkenburg    |                   |                                      |
| 1969      | Orpheus                                                  | Stojan Batič                                                                  | Kerkplein                                            | Schin op Geul | Brons             |                                      |
| 1970      | Mariakapel                                               | Frans Timmermans                                                              | Rijksweg                                             | Vilt          | Hout              |                                      |
| 1985      | Frans Erens                                              | Onbekend                                                                      | Sint-Maartenshof                                     | Houthem       |                   |                                      |
| 1989      | Oorlogsmonument                                          | Onbekend                                                                      | Geneindestraat                                       | Valkenburg    |                   |                                      |
| 1990      | De Blokbreker                                            | Esther Backbier                                                               | Geulhemmerweg 30                                     | Berg          | Mergel            | De Blokbreker                        |
| 1990      | Zanger                                                   | Onbekend                                                                      | Grendelplein 13                                      | Valkenburg    | Onbekend          |                                      |
| 1997      | Kloosterzuster, Proost, Pelgrim, Baron, Pachter          | Rudolf de Vries                                                               | Joseph Corneli Allee 1                               | Houthem       |                   |                                      |
| 1999      | Bokkenrijders                                            | Frater L. Disch                                                               | Grotestraat - Walravenstraat                         | Valkenburg    |                   |                                      |
| 2006      | Gedenkzuil Jan van Hout                                  | Onbekend                                                                      | Cauberg                                              | Valkenburg    |                   |                                      |
| 2010      | Sjötter aan de poort                                     | Onbekend                                                                      | Grendelplein                                         | Valkenburg    | brons             |                                      |
| 2011      | Theodoor Dorren - 125 jaar VVV                           | Pierre Habets                                                                 | Theodoor Dorrenplein                                 | Valkenburg    |                   |                                      |
| 2012      | Jubileumplaquette CS de Mirlitophile                     | Will van der Laan                                                             | Cauberg                                              | Valkenburg    | brons             | Jubileumplaquette CS de Mirlitophile |
| 2018      | Vredesvlam                                               | Maria Verstappen en Jan van der Bragt                                         | Pelerinstraat                                        | Valkenburg    | staal en bladgoud | Vredesvlam                           |
| Onbekend  | Blokbreker                                               |                                                                               | Boven ingang gemeentegrot                            | Valkenburg    | Mergel            |                                      |
| Onbekend  | Sint Nicolaas                                            | Onbekend                                                                      | Bij Kerkstraat 18                                    | Valkenburg    | Naamse steen      |                                      |
| Onbekend  | Piëta                                                    | Onbekend                                                                      | Begraafplaats                                        | Houthem       |                   |                                      |
| Onbekend  | Toneelspeelster, harpseelster, danseres en luitspeelster | Sjef Eijmael                                                                  | Dr. Erenstraat 11                                    | Valkenburg    | brons             |                                      |
| Onbekend  | La Victoire                                              | Wil van der Laan                                                              | Berkelplein                                          | Valkenburg    |                   | La Victoire Berkelplein              |
| Onbekend  | Maria - Vrouwenfiguur                                    | Jan Gootjens                                                                  | Berkelstraat                                         | Valkenburg    | brons             |                                      |
| Onbekend  | Vrouwfiguur op een emmer                                 | Onbekend                                                                      | Bogaardlaan                                          | Valkenburg    | brons             |                                      |
| Onbekend  | Pater Alphons Tillie                                     | Onbekend                                                                      | Pater Tilliestraat                                   | Vilt          |                   |                                      |
| Onbekend  | Monument voor S. Coenen en J. Francotte                  | Onbekend                                                                      | Cauberg                                              | Valkenburg    |                   |                                      |
| Onbekend  | Oorlogsmonument Schin op Geul                            | Onbekend                                                                      | Kerkplein                                            | Schin op Geul |                   |                                      |
| Onbekend  | Leeuw                                                    | Onbekend                                                                      | Kuurpark                                             | Valkenburg    | Brons             |                                      |